# Эстебан, Дениза
Дениза Эстебан (фр. Denise Esteban, 26 марта 1925, Реймс — 19 сентября 1986, Нант) — французская художница, книжный иллюстратор.

## Биография и творчество
Училась живописи в Париже, развивала традиции фигуративного искусства (Коро, Дега). В 1964 вышла замуж за поэта Клода Эстебана. Известна пейзажами Вандеи и Прованса, иллюстрациями к книгам французских поэтов, со многими из которых дружила (Гильвик, Армель Герн, Ив Бонфуа, Филипп Жакоте, Роже Мюнье, Жан Фоллен и др.).
Скончалась в результате дорожной катастрофы.